# 希望の海/雨
「希望の海/雨」（きぼうのうみ/あめ）は、2006年4月26日に発売された玉木宏の4thシングル。
発売元はavex trax。

## 解説
- 3週連続リリースの第1弾。

### CDタイプ
- 通常版 (AVCD-30944)
- CD+DVD版 (AVCD-30943/B)

## 収録曲

### CD
全作詞・作曲：森元康介
1. 希望の海
編曲：金戸覚、藤井謙二
2. 雨
編曲：横山裕章

### DVD
1. 「希望の海」MUSIC CLIP
2. コメントオフショット